# Georg Knöpfle

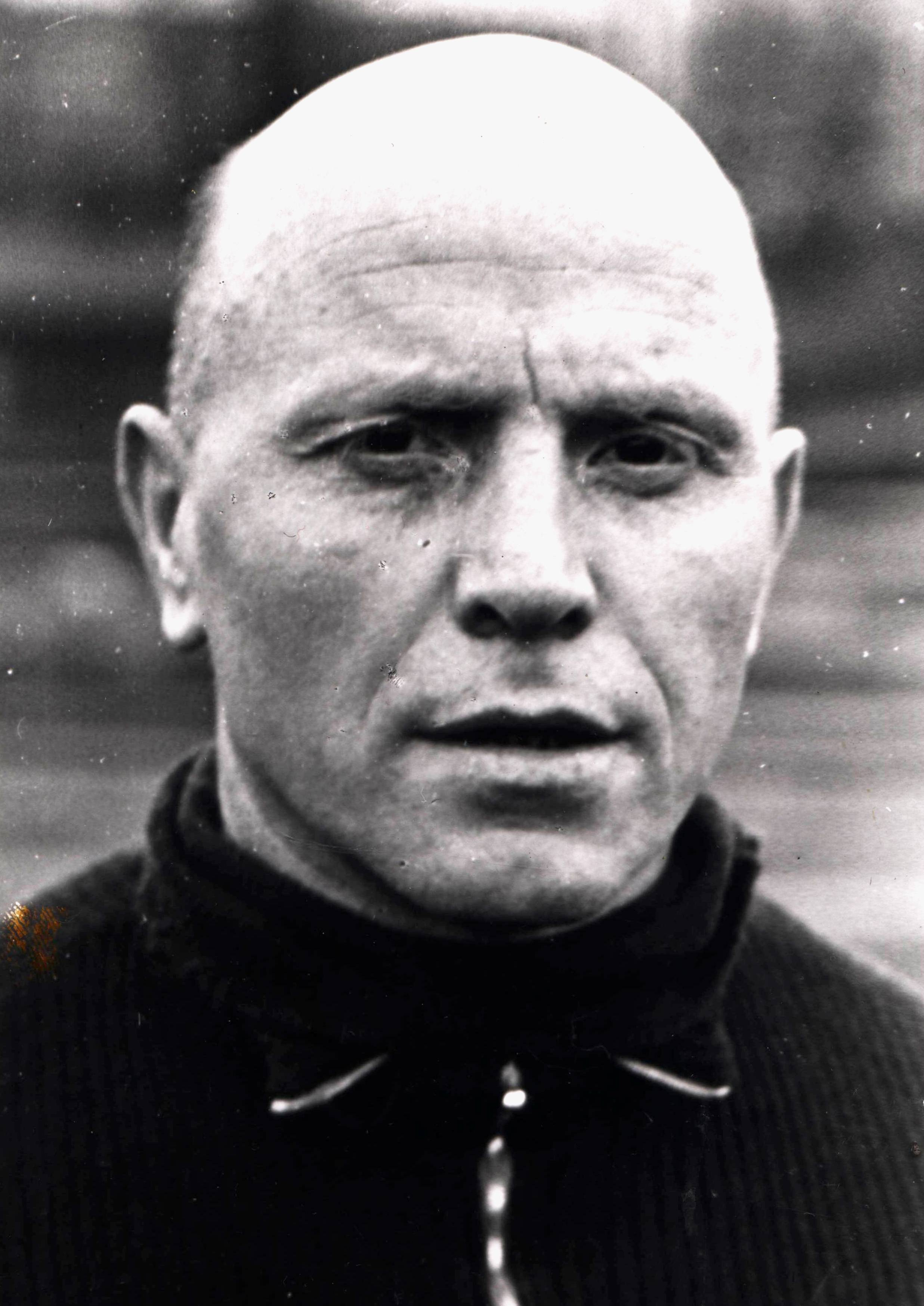
Georg Knöpfle (um 1955)

Georg „Schorsch“ Knöpfle (* 15. Mai 1904 in Schramberg; † 14. Dezember 1987 in Hamburg-Farmsen-Berne) war ein deutscher Fußballspieler und -trainer. Der aus dem Schwarzwald stammende Halbstürmer spielte in den 1920er und 1930er Jahren für die süddeutschen Spitzenvereine SpVgg Fürth (1926–1928) und FSV Frankfurt (1928–1934). Für die deutsche Fußballnationalmannschaft absolvierte er zwischen 1928 und 1933 23 Länderspiele. Nach Beendigung seiner Laufbahn als Fußballspieler war er als Trainer aktiv, in dieser Funktion zählt der Gewinn der ersten deutschen Meisterschaft nach Einführung der Bundesliga mit dem 1. FC Köln 1964 zu den Höhepunkten seiner Karriere.

## Biografie

### Familie, Ausbildung und Beruf
Knöpfle war das vierte von sieben Kindern von Matthias Knöpfle (1871–1962) und Christine geb. Heß (1872–1942). Er besuchte von 1910 bis 1918 in Schramberg die Berneckschule. Von 1918 bis 1921 absolvierte er eine Mechanikerlehre in der Uhrenfabrik Junghans in Schramberg. 1926 zog er nach Fürth.
Er war seit 1935 mit der Schrambergerin Laura Alber (1905–2003) verheiratet; beide hatten zwei Töchter und einen Sohn.
Mit Schramberg und der dortigen Familie war er lebenslang verbunden. Während seiner Hamburger Zeit organisierte er 1949 ein denkwürdiges Gastspiel des HSV in Schramberg, das die Gäste mit 5:0 gewannen.

### Fußballspieler

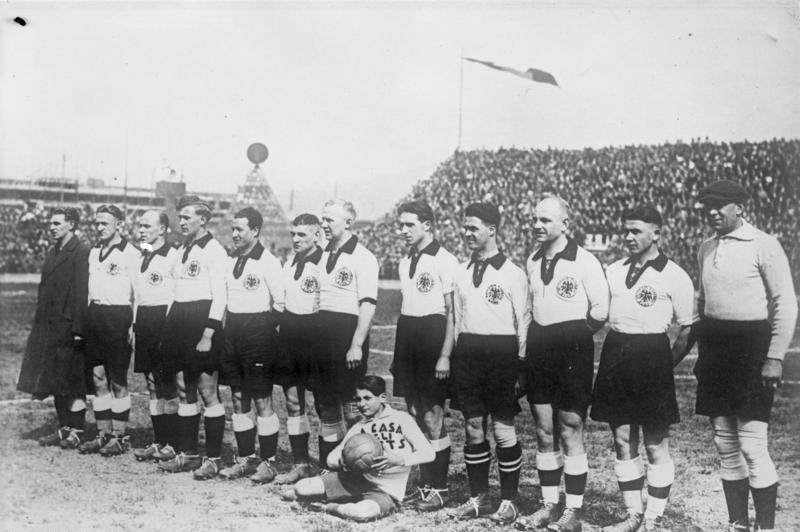
Knöpfle (3. v. l.) am 28. April 1929 vor dem Länderspiel gegen Italien

Knöpfle begann im Schwarzwald im Alter von neun Jahren das Fußballspielen bei der heimischen SpVgg 08 Schramberg. In diesem Umfeld konnte er sich in den Jugendmannschaften bis 1922 entwickeln und wurde 1921 sogar in der ersten Mannschaft eingesetzt. 1926 fand er in Fürth mit der SpVgg Fürth einen der besten Vereine dieser Zeit, der zudem im selben Jahr die deutsche Meisterschaft gewinnen konnte und mit William Townley einen berühmten englischen Trainer beschäftigte.

Nach einiger Zeit in den niederklassigen Mannschaften des Vereins gelang ihm 1927 der endgültige Durchbruch in der ersten Mannschaft.
In seiner kämpferisch betonten Spielweise machte er sich als Läufer, sowohl auf der linken als auch auf der rechten Seite, schnell einen Namen und nach mehrfachen Einsätzen für die süddeutsche Auswahl wurde er von Reichstrainer Otto Nerz erstmals für das Spiel der deutschen Nationalmannschaft am 15. April 1928 gegen die Schweiz in Bern berufen. Bei seinem Debüt gelang dabei ein 3:2-Sieg.
Nach weiteren Testspielen gegen schottische und englische Profiteams wurde er für den Kader der Olympischen Spiele in Amsterdam im selben Jahr nominiert und absolvierte dort als rechter Außenläufer zwei Spiele gegen die Schweiz und Uruguay.
Kurz nach diesem Turnier wechselte Knöpfle von Fürth zum FSV Frankfurt. Der deutsche Vizemeister von 1925 hatte zu diesem Zeitpunkt seine Führungsrolle am Main an den Lokalrivalen Eintracht verloren. Nach der Vizemeisterschaft 1932 errangen die Bornheimer erst in der Runde 1932/33 wieder den Meistertitel im Mainbezirk und kämpften sich in der anschließenden Endrunde um die „Süddeutsche“ bis ins Finale vor. Ein Kopfballtreffer von Knöpfle entschied das Endspiel im Frankfurter Waldstadion gegen den SV 1860 München zugunsten der Schwarz-Blauen, die damit ihren ersten – und bis heute einzigen – süddeutschen Meistertitel feiern konnten. Er war noch ein weiteres Jahr für FSV Frankfurt aktiv, der in der neugeschaffenen Gauliga Südwest jedoch nicht an die vorangegangenen Erfolge anknüpfen konnte. Mit seinen 20 Länderspiel-Einsätzen ist er bis heute der Rekordnationalspieler des Vereins.

### Fußballtrainer
Während seiner Zeit als Spieler beim FSV Frankfurt absolvierte Knöpfle an der Deutschen Hochschule für Leibesübungen in Berlin die Ausbildung zum Sport- und Fußballlehrer. In dieser Rolle gastierte er im Sommer 1932 drei Monate lang bei Victoria Hamburg. Nach der Genesung von einer schweren Verletzung, die er im Mai 1933 bei einem Meisterschaftsspiel gegen Schalke 04 erlitt, musste er auf die Fortsetzung seiner Laufbahn als Spieler verzichten. Zum 1. Mai 1933 trat er der NSDAP bei (Mitgliedsnummer 2.532.435). Er war auch Mitglied im NSKK und darin führend tätig. Er legte 1935 beim DFB die Prüfung zum Bundessportlehrer ab und gehörte anschließend zum Trainerstab der deutschen Fußballnationalmannschaft bei den Olympischen Spielen 1936 in Berlin. 1937 wurde er an die Hochschule für Lehrerbildung in Braunschweig berufen und später wirkte er als Leiter des Instituts für Leibesübungen an der TH Braunschweig. Gleichzeitig trainierte er die Mannschaft von Eintracht Braunschweig.
Vor dem Ende des Zweiten Weltkriegs und nach Assistenztätigkeiten unter Trainer Nerz arbeitete Knöpfle zunächst als Auswahltrainer für den Bereich zwischen Mecklenburg und Niedersachsen, um ab 1937 als Vereinstrainer aktiv zu werden.

#### Oberliga-Ära
Nach elf Jahren bei Eintracht Braunschweig, wo er von 1937 bis 1948 war und gegen Kriegsende auch wieder als aktiver Spieler agierte, war er von 1948 bis 1949 bei SV Arminia Hannover, wo er Zehnter unter den zwölf Vereinen der Oberliga Nord wurde.
1949 wurde er Trainer beim Oberliga Nord-Meister Hamburger SV, wo die Vereinslegende Spundflasche dominierte. Quasi als Antrittsgeschenk brachte er Jupp Posipal mit, der vier Jahre später Weltmeister werden sollte und bis heute der einzige HSVer bleiben sollte, der das schaffte. Mit den Hamburgern gewann Knöpfle von 1950 bis 1953 vier weitere Oberliga-Titel in Serie. In den darauf folgenden Teilnahmen an den Endrunden um die deutsche Meisterschaft vermochten die Hamburger aber nicht zu beeindrucken; mal abgesehen vom 8:2-Heimsieg gegen den FC Schalke 04 in der Gruppenphase 1952, der aber auch nichts am Ausscheiden änderte. Als erste deutsche Mannschaft reiste der HSV im April 1950 nach dem Zweiten Weltkrieg nach England, was damals als Beitrag zur Völkerverständigung gewürdigt wurde. Besonders beeindruckend hier war ein 3:1-Sieg beim Erstligisten FC Burnley, damals Zehnter der First Division, wo sich Herbert Wojtkowiak unvergesslich machte, als er alle drei Tore erzielte. Auf Einladung des Deutsch-Amerikanischen Fußballbundes, eine der Keim- und Machtzellen der United States Soccer Football Association, begab sich der HSV im Mai auf eine weitere beballte Friedensmission und bereiste als erster deutscher Verein Amerika und erzielte dort auch einige schöne Erfolge.
1952/53 machte er wegen Verletzungen der Stammtorleute den 17-jährigen Jugendspieler Horst Schnoor zum neuen, langlebigen Platzhirschen zwischen den Pfosten. Knöpfles letzte Saison bei den Hanseaten 1953–54 war die bei weitem schlechteste des HSV in der Oberliga-Ära, der nur Elfter wurde; die einzige Saison bis zur Einführung der Bundesliga, in der der HSV nicht Nordmeister wurde. Wegen einer Schwarzgeldaffäre wurden dem HSV weiland zudem vier Punkte abgezogen – vier Punkte, die aber in jener Saison auch nur eine Verbesserung um fünf Ränge gebracht hätten.
Schon im März unterzeichnete Knöpfle für drei Jahre beim FC Bayern, wo er Nachfolger von Georg Bayerer wurde, der in der Vorsaison noch Neunter in der 16er-Oberliga Süd wurde. Beim HSV folgte Knöppfle der Herberger-Schüler Martin Wilke nach, dessen Assistent Günter Mahlmann wurde.
Nach dem 14. Spieltag der neuen Saison, nur wenige Tage vor Weihnachten, widerfuhr Knöpfle in München die einzige vorzeitige Entlassung seiner Trainerlaufbahn. Die Mannschaft lag seinerzeit mit vier Punkten Rückstand auf den rettenden 14. Platz auf dem 16. und damit letzten Platz. Bayern machte nun Bertl Moll zum neuen Trainer und Jakob Streitle sollte ihn, so weit es ihm seine Verpflichtungen als Jugendtrainer beim Bayerischen Fußball-Verband erlaubten, unterstützen, den Verein vor dem ersten Abstieg der Vereinsgeschichte zu bewahren, was aber misslang.
1955 bis 1958 saß er bei Alemannia Aachen auf der Bank. Das waren die besten Saisons der Aachener in der Oberliga, die hier zweimal Dritter und einmal Fünfter wurden. Ansonsten war ein Dritter Platz von 1952 die beste Platzierung, die der Verein erreichte.
Er trainierte ab der Saison 1958/59 den SV Werder Bremen, den er zum Sieg im DFB-Pokal 1961 führte. Der 2:0-Erfolg im Finale gegen den 1. FC Kaiserslautern vor nur 18.000 Zuschauern in der Glückauf-Kampfbahn von Gelsenkirchen – die geringste Besucherzahl, die jemals einem deutschen Pokalfinale beiwohnte – bedeutete den ersten Gewinn einer nationalen Trophäe für Werder. Im darauf folgenden Jahr im Europapokal der Pokalsieger schied Werder nach einem Erfolg gegen den dänischen Titelträger Aarhus GF im anschließenden Viertelfinale gegen Atlético Madrid nach einem 1:1 zu Hause und einem 1:3-Auswärts aus.
Er führte die Mannschaft auch zu ihren größten Erfolgen in der Oberliga Nord, den Vizemeisterschaften von 1962 und 1963. Bei der letzteren erzielte Werder 102 Tore – immer noch bestehender Rekord in einer Werder-Saison. Wichtiger war aber die durch die gute Platzierung gesicherte Teilnahme an der 1963 eingeführten Bundesliga. Willi „Fischken“ Multhaup sollte dort die Werderaner betreuen und 1965 gar zu ihrer ersten Meisterschaft führen.

#### Bundesliga-Ära
Georg Knöpfle wurde mit Beginn der Bundesliga beim 1. FC Köln Nachfolger des Jugoslawen Zlatko „Tschik“ Čajkovski, der die Domstädter noch 1962 zu ihrer ersten deutschen Meisterschaft führte, sich aber bei seiner Zukunftsplanung verspekuliert hatte und beim Zweitligisten FC Bayern München landete, wo er aber ganz unerwartete Möglichkeiten vorfand.
Knöpfle fand beim 1. FC Köln eine gute Mischung von erfahrenen Kräften wie den 36-jährigen Weltmeister von 1954 Hans Schäfer und den 33-jährigen Georg Stollenwerk sowie aufstrebende junge Talente wie den 23 Jahre alten Karl-Heinz Thielen und den gerade 20 Jahre alten künftigen Weltmeister Wolfgang Overath vor. Wolfgang Weber, der es nur zum Vizeweltmeister bringen sollte, war gar erst 19 Jahre alt. Am Ende der Saison war Köln mit sechs Punkten Vorsprung vor dem von „Riegel-Rudi“ Gutendorf trainierten Außenseiter Meidericher SV aus Duisburg der historisch erste Meister einer nationalen deutschen Fußball-Liga. Thielen war mit 16 Toren treffsicherster Kölner, gefolgt von Christian Müller, der einmal weniger traf. Bundesweit dominierte aber Hamburgs Legende Uwe Seeler mit 30 Toren.

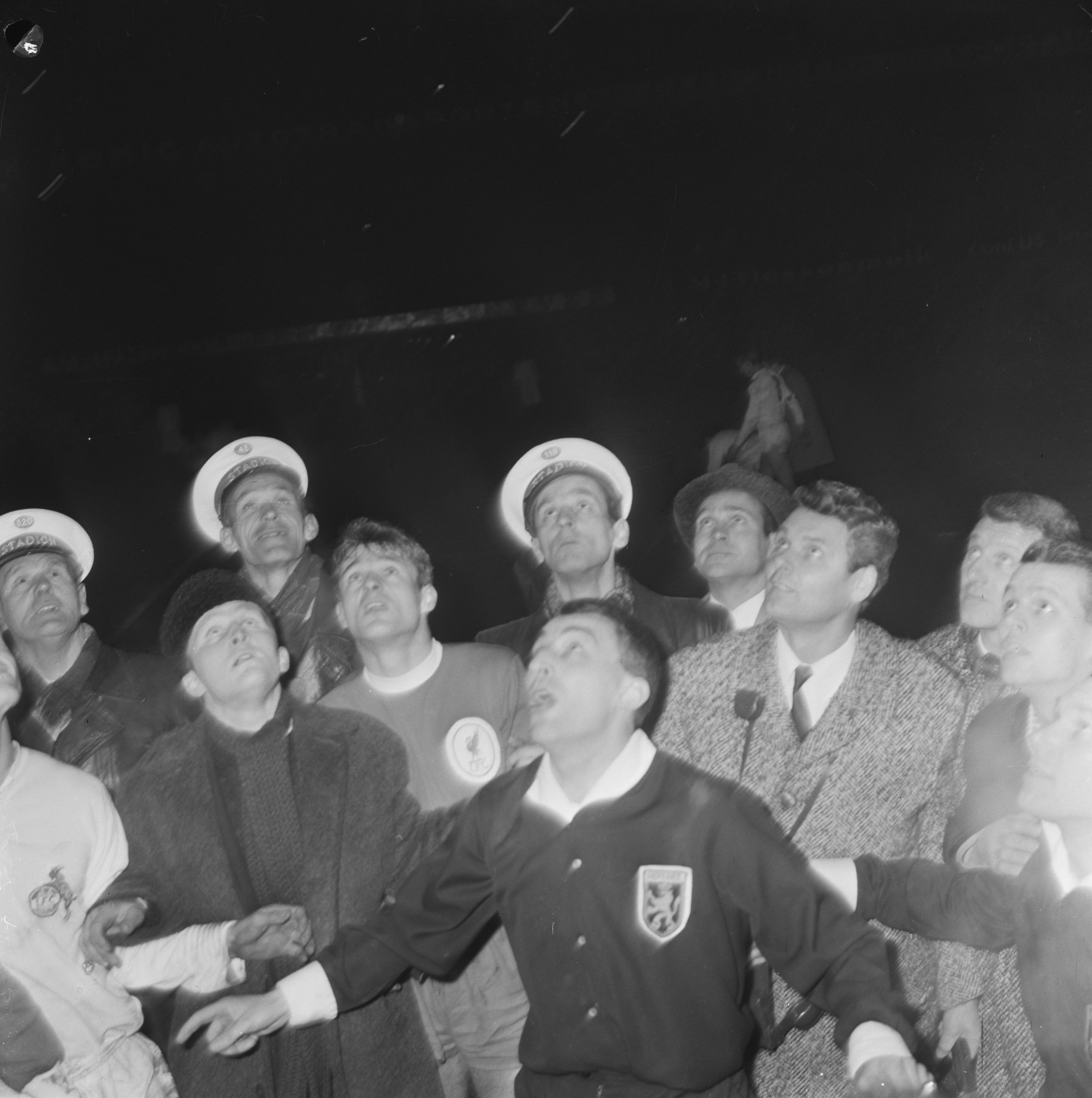
Belgiens Schiedsrichter Robert Schaut wirft die Holzscheibe

Die erste Teilnahme des 1. FC Köln am Europapokal der Landesmeister 1962/63 stand unter keinem guten Stern. Die „Geißböcke“ gerieten beim schottischen Meister FC Dundee mit 1:8 unter die Räder. Zur Ehrenrettung der Kölner muss man allerdings bemerken, dass sie die komplette zweite Halbzeit mit zehn Spielern auf dem Feld standen. FC-Torhüter Fritz Ewert war infolge einer Gehirnerschütterung in der Kabine geblieben und musste, da die Statuten Auswechslungen noch nicht vorsahen, durch den Abwehrspieler Anton Regh ersetzt werden. Es wird kolportiert, dass Trainer Čajkovski angesichts der katastrophalen Niederlage auf dem Rückflug von Schottland den Ausspruch tat: „Hoffentlich stirzt (sic!) Flugzeug ab.“ Bei der zweiten Teilnahme am Europapokal der Landesmeister war das Ausscheiden der Kölner mehr als unglücklich. In den ersten beiden Runden hatte sich der „Effzeh“ gegen den albanischen Vertreter FK Partizani Tirana und den griechischen Meister Panathinaikos Athen durchgesetzt. Im Viertelfinale gab es im Hin- und Rückspiel ein torloses Remis gegen den favorisierten englischen Titelträger FC Liverpool. Das damalige Reglement machte ein Entscheidungsspiel im Feijenoord-Stadion von Rotterdam (heute De Kuip) notwendig. Hier fielen beim 2:2 zwar vier Tore, aber keine Entscheidung. Ein Münzwurf machte den FC Liverpool nach 120 gespielten Minuten zum Sieger. Er ging als „Münzwurf von Rotterdam“ in die Geschichte ein. Der Wurf musste wiederholt werden, da das Geldstück, in diesem Fall eine auf der einen Seite weiß und auf der anderen Seite rot bemalte Holzscheibe, zunächst hochkant im morastigen Boden stecken blieb. In Rotterdam kam für die Kölner zum Pech noch das Unglück dazu: Defensivspieler Wolfgang Weber bereits in der ersten Halbzeit einen Wadenbeinbruch zugezogen, wie nach dem Spiel diagnostiziert wurde. Weber spielte angeschlagen mehr oder weniger als Statist bis zum Ende der Verlängerung weiter.

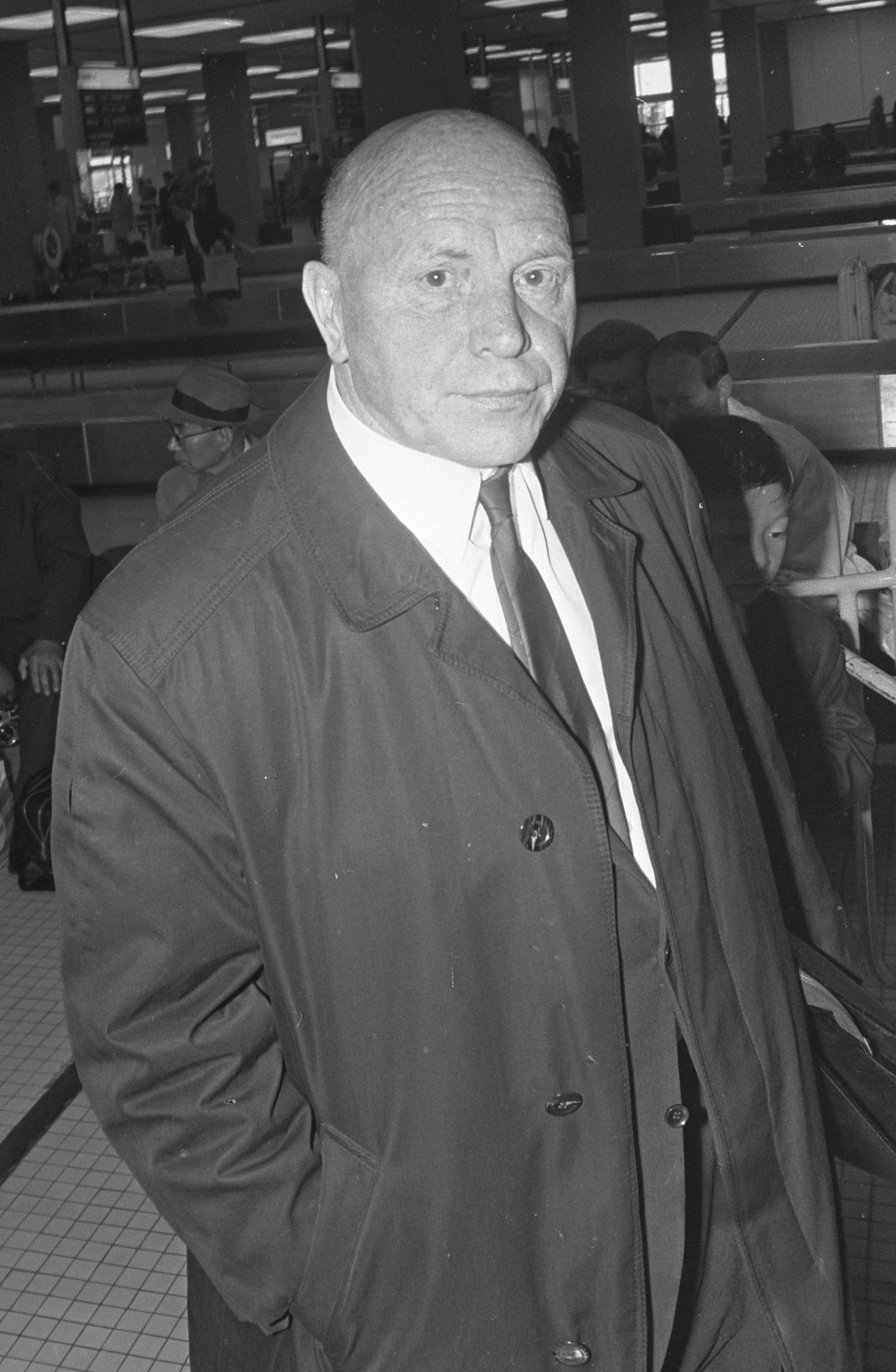
Georg Knöpfle (1968)

Zur Saison 1966/1967 bestellte Franz Kremer, der Präsident des 1. FC Köln, Willi Multhaup – der nach der Meisterschaft mit Bremen mittlerweile Borussia Dortmund zu Vizemeisterehren führte, der einstweilen besten Platzierung des Vereins bis zur Ära Hitzfelds Jahrzehnte später – zum neuen Trainer. Kremer machte Knöpfle zum Pionier, indem er ihn zum „technischen Direktor“ beförderte, also zu einem bezahlten Manager als verlängerten Arm des ehrenamtlichen Präsidenten. Eine parallele Entwicklung gab es bei Bayern München, wo Präsident Wilhelm Neudecker bereits 1964 Robert Schwan, einen Geschäftsmann, mit einer vergleichbaren Funktion betraute. Das kam nicht von ungefähr, denn Neudecker und Schwan verbrachten damals einige Zeit beim 1. FC Köln, um dort unter Franz Kremer zu „hospitieren“. Man wollte vom damals erfolgreichsten deutschen Klub lernen. Der 1. FC Köln war in den 1960er Jahren, was die Infrastruktur des Vereins betraf, wie z. B. das Trainingsgelände am Geißbockheim, der deutsche Vorzeigeklub.

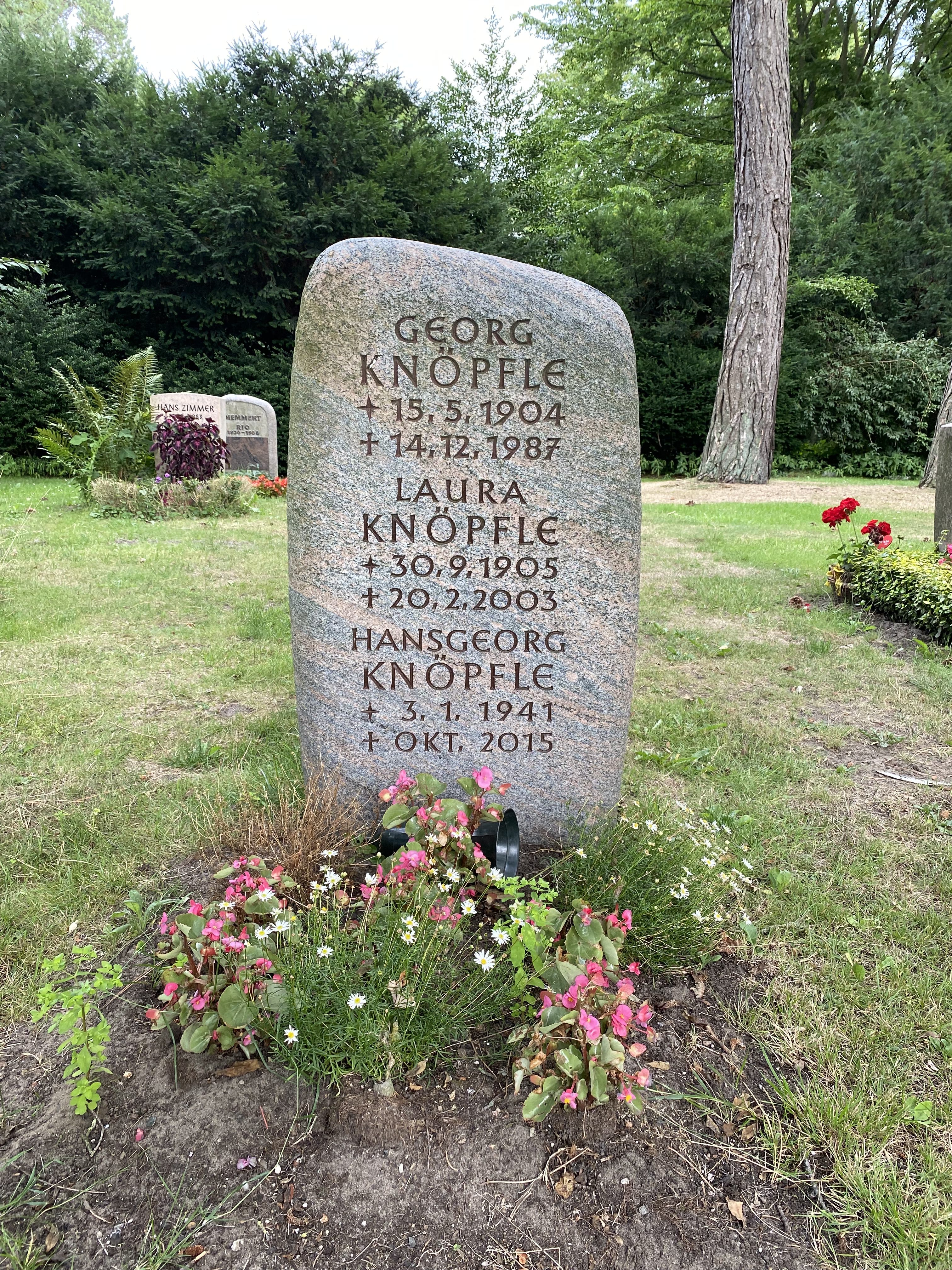
Grabstätte

Während Schwan aber bis Ende der 1970er Jahre bei Bayern die „graue Eminenz“ blieb und mit seinen Markenzeichen Schiebermütze und qualmender Tabakspfeife alle Spiele auf der Trainerbank verfolgte, zog Georg Knöpfle nach nur einer Saison als Manager weiter zum Hamburger SV, um dort dieselbe Funktion einzuführen. Kurt Koch war dort der Trainer zwischen 1967 und 1969, wenngleich Knöpfle für ihn am letzten Spieltag der Saison 1967/68 einmal einsprang. Platz 13 und 6 konnte der HSV am Ende jener beiden Spielzeiten belegen. Nach dem Abschied Kochs kehrte Knöpfle 1969/70 noch einmal in Vollzeit auf die Trainerbank der Hamburger zurück und führte das Team um den mittlerweile schon 33 Jahre alten Uwe Seeler ebenso auf den sechsten Rang. Zum Saisonende war Knöpfle mittlerweile selbst 65 Jahre alt, was er zum Anlass nahm, in den Ruhestand zu treten. Klaus-Dieter Ochs führte die Hanseaten während der nächsten drei Jahre in das Zeitalter nach Uwe Seeler, den bis heute berühmtesten Spieler des Vereins.
Knöpfle ließ sich nun dauerhaft in Hamburg nieder, wo er in den nächsten beiden Jahren noch den damals in den unteren Amateurligen beheimateten Meiendorfer SV aus dem gleichnamigen Stadtviertel betreute. Er verstarb im Alter von 83 Jahren und wurde auf dem Hamburger Friedhof Öjendorf beigesetzt. 

## Ehrungen
2004 ehrte der Fußballverein von Schramberg, die Spielvereinigung 08, Knöpfle posthum anlässlich seines 100. Geburtstags und benannte das Vereinsheim Georg-Knöpfle-Sportheim.

## Trivia
- Knöpfle wurde aufgrund seiner geringen Körpergröße und in Anlehnung an seinen Namen als Spieler auch „Knopf“ genannt.
- Während seiner Trainerzeit beim 1. FC Köln war er als „Meisterschmied“ und „Trainer mit der hohen Stirn“ bekannt.
- Er war der erste technische Direktor in der Geschichte der Bundesliga.